# Estat Ekiti
Ekiti és un dels 36 estats federats que formen la República Federal de Nigèria. La capital és Ado-Ekiti.

## Superfície i límits
L'estat posseeix una extensió de 5.887,89 km², la qual cosa el converteix en un dels més petits del país. Limita al nord amb l'estat de Kwara, a l'est amb l'estat de Kogi, al sud amb l'estat d'Ondo i a l'oest amb l'estat d'Osun.

## Població
El 1963 tenia 1.410.292; el 1991 la població s'estimava en 1.629.162 persones. Segons el cens de 2006, la població arriba als 2.384.212 persones i s'estimava que el 2007 serien 2.823.403 persones. La densitat poblacional és de 444,4 habitants per cada quilòmetre quadrat. Té la reputació de ser l'estat que ha donat major nombre de professors de tota Nigèria. La població és homogènia ekiti, parla la llengua ekiti (dialecte del ioruba) amb algunes varietat dialectals a diversos punts del país; són cristians i musulmans, amb alguns practicants de religions tradicionals. Tenen una forma única de vestir (el buba els homes i buba i iro les dones), un ball propi, festivals propis i una forma de vida especifica. El seu menjar nacional és l'iyan (nyam picat amb sopa de meló i carn de bosc).

## Història
L'estat va ser creat l'1 d'octubre de 1996 durant la dictadura militar de Sani Abacha, junt amb altres cinc estats. Anteriorment, el seu territori pertanyia íntegrament a l'estat d'Ondo; les 12 àrees de govern local transferides es van convertir en 16 per divisió d'alguna d'elles.
Després d'una prolongada crisi política, l'octubre del 2006 el president Olusegun Obasanjo va imposar un administrador militar (general Tunji Olurin) sobre l'estat de Ekiti. El 27 d'abril de 2007 va ser substituït per Olurin Topall Ademiluyi. A les primàries del Partit Democràtic Popular del 2006, el que va acabar primer, Yinka Akerele, i el segon, Prof. Adesegun Ojo, havien d'estar en una segona volta per determinar qui seria el candidat del partit (en el poder a Nigèria amb Obasanjo) però foren convocats a Abuja i es va imposar al candidat que va quedar tercer, Enginyer Segun Oni. El van elegir més endavant en les eleccions de 2007 com a governador de l'estat en una elecció marcada per nombroses irregularitats i el candidat del Congrés de Tots els Progressistes (APC), el Dr. Kayode Fayemi, va desafiar a la seva elecció i va forçar una repetició el maig de 2009. La repetició es va caracteritzar per més irregularitats i l'elecció va ser disputada de nou. Finalment, després de-tres anys, l'elecció d'Oni va ser anul·lada i el Dr. Kayode Fayemi va ser declarat el governador degudament triat de l'estat de Ekiti.

## Economia
L'agricultura és l'eix central de l'economia de l'estat i ocupa al 75% de la població. A nivell nacional, Ekiti es destaca com un dels principals productors d'arròs, cacau i oli de palma. També es conreen nyam, blat de moro, plàtans, cítrics i mango.
Posseeix alguns recursos miners com argila i bauxita. L'explotació forestal també és important.

## Organització territorial
Ekiti es divideix en 16 àrees de govern local que són (entre parentesis el nom de la capital, després la població el 2006):
- Ado (Ado-Ekiti) 	308.621
- Ekiti-East (Omuo-Ekiti) 137.955
- Ekiti-West (Aramoko) 179.892
- Emure/Ise/Orun (Emure-Ekiti) 93.884
- Ekiti South-West (Ilawe-Ekiti) 165.277
- Ikare (Ikere-Ekiti) 146.355
- Irepodun o Ifelodun (Igede-Ekiti) 129.149
- Ijero (Ijero-Ekiti) 221,405
- Ido/Osi (Ido-Ekiti) 159,114
- Oye (Oye-Ekiti) 134.210
- Ikole (Ikole-Ekiti) 168.436
- Moba (Otun-Ekiti) 145.496
- Gbonyin o Aiyekire (Ode-Ekiti) 148.193
- Ilejemeje (Iye-Ekiti) 43-530
- Ise/Orun (Ise-Ekiti) 113.754
- Efon (Efon-Alaaye) 86.941